# Moral Mondays
Les Moral Mondays (en français : Lundis moraux) désignent un mouvement social et religieux, formé en avril 2013 dans l'État de la Caroline du Nord, aux États-Unis. 
Marqué par des manifestations et occupations ponctuelles du Sénat de Caroline du Nord à Raleigh les lundis, ce mouvement manifeste contre la politique du Parti républicain de Caroline du Nord et du gouverneur républicain Pat McCrory. 

## Contexte
En novembre 2012, les électeurs de la Caroline du Nord élisent le républicain Pat McCrory comme gouverneur. Au cours de cette même élection, le Parti républicain remporte la majorité à la Chambre des représentants et au Sénat de l'État, donnant au parti le contrôle des branches exécutive et législative, une première depuis 1870. 
À partir de son entrée en fonction en janvier 2013, le gouverneur McCrory signe de nombreux projets législatifs ou réglementaires controversées d'inspiration conservatrice, auxquelles s'ajoutent d'autres lois votées par la législature de l'État. Ces textes, concernant des restrictions au droit de vote, des coupes dans les programmes sociaux, des changements dans la législation fiscale, l'annulation du « Racial Justice Act (en) » et des restrictions au droit à l'avortement, sont la cible du mouvement Moral Mondays et de ses actes de désobéissance civile, organisés en partie par des meneurs religieux tels que le révérend William Barber de la « National Association for the Advancement of Colored People ».